# 北海道道118号美深中川線
北海道道118号美深中川線（ほっかいどうどう118ごう びふかなかがわせん）は、北海道中川郡美深町と中川町を結ぶ道道（主要地方道）である。

## 概要
一部未舗装・狭隘区間がある。近年は路面決壊のため、美深町小車 - 中川町板谷（小車峠）は通年通行止めとなっている。

### 路線データ
- 起点：北海道中川郡美深町字恩根内（国道40号交点）
- 終点：北海道中川郡中川町字安川（国道40号交点）
- 総延長：44.242 km[1]
- 実延長：44.200 km[1]
- 重用延長：0.042 km[1]
- 未舗装延長：13.468 km[1]

### 道路管理者
- 上川総合振興局 旭川建設管理部 美深出張所

## 歴史
- 1982年（昭和57年）9月30日 - 1015号として路線認定[2]。
- 1993年（平成5年）5月11日 - 建設省から、道道美深中川線が美深中川線として主要地方道に指定される[3]。
- 1994年（平成6年）10月1日 - 路線番号を118号に変更[4]。

この路線は、852号恩根内停車場線（1975年〈昭和50年〉3月31日認定）、539号板谷恩根内停車場線（1966年〈昭和41年〉3月31日認定）と統廃合し、新たに認定されたものである。なお、北海道道218号板谷佐久停車場線（旧94号）の大部分と重複している。

## 路線状況

### 道路施設

#### 主な橋梁
- 小車大橋（354 m、天塩川、美深町字恩根内 - 美深町字小車）

## 地理

### 通過する自治体
- 上川総合振興局
  - 中川郡美深町
  - 中川郡中川町

### 交差する道路

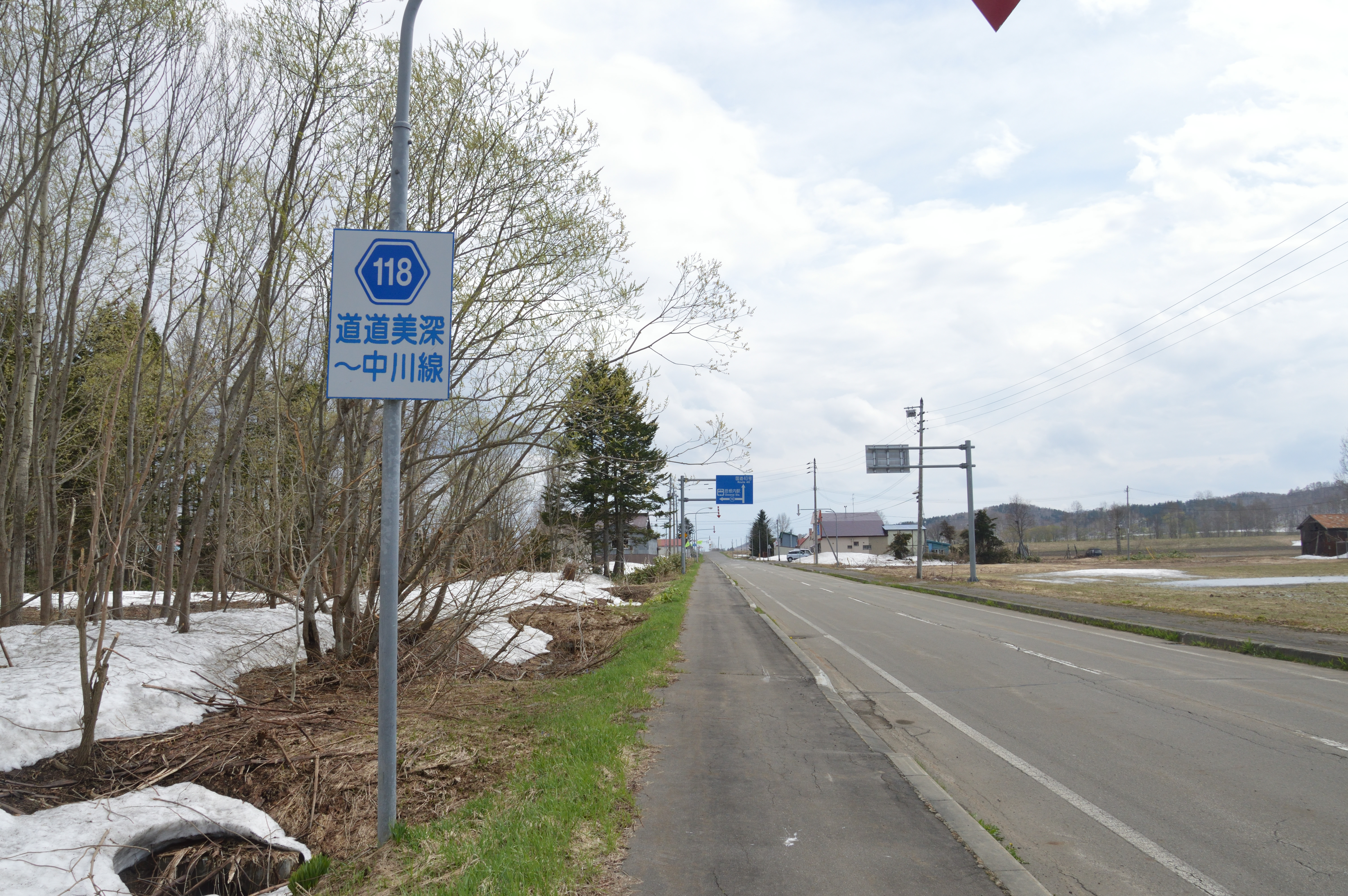
美深町恩根内地内にて

美深町
- 国道40号 -字恩根内（起点）

中川町
- 北海道道964号板谷蕗ノ台線 - 字板谷
- 北海道道119号遠別中川線 - 字安川
- 国道40号 - 字安川（終点）

### 沿線にある施設など
美深町
- JR北海道 宗谷本線 恩根内駅
- 恩根内郵便局

### 主な峠
- 小車峠